# 射影変換
射影幾何学において、n 次元射影空間の射影変換（しゃえいへんかん）とは、射影空間の同型写像である。図学的には中心投影変換に相当する。

## 定義
体 k 上の n 次元射影空間 Pn(k) とは、ベクトル空間 kn+1 から原点を除いた空間を体 k の乗法群 k* のスカラー倍の作用で割った空間 {\displaystyle (k^{n+1}\setminus \{0\})/k^{*}} のことである。すると、kn+1 の間の同型写像 f は、スカラー倍と可換であり、また 0 でないベクトルを 0 でないベクトルに写すから、Pn(k) の間の同型写像を誘導する。これが Pn(k) の射影変換である。

## 例
- リーマン球面 CP1 の一次分数変換